# François Marthaler
Pour les articles homonymes, voir Marthaler.
 (août 2023).
François Marthaler, né le 6 janvier 1960 à Neuchâtel, est un entrepreneur et homme politique suisse, membre des Verts.

## Biographie

### Origines et famille
François Marthaler naît le 6 janvier 1960 à Neuchâtel. Son père est physicien.
Il est marié et père de deux enfants.

### Études et objection de conscience
Il fait ses études secondaires supérieures au gymnase de Bienne, suivis de quelques semestres en architecture à l'EPFL[réf. nécessaire] et en sciences économiques à l'Université de Lausanne.
Il obtient, en 1992, une licence en économie politique à la Faculté des hautes études commerciales de l'Université de Lausanne.
Il est par ailleurs objecteur de conscience et remarque lors de son élection au parlement vaudois : « J’ai fait sept mois de prison pour objection de conscience. Notre démocratie directe a un véritable talent pour intégrer y compris les plus contestataires »[réf. souhaitée].

### Parcours professionnel
Il fonde, en 1980, une entreprise de réparations en tous genres appelée La Bonne combine qu'il dirige jusqu'en 1991.
Il crée et prend la direction du bureau d'investigation sur le recyclage et la durabilité (BIRD) où il reste jusqu'en 2003, année de son élection au Conseil d'Etat vaudois.
En 2013, il crée l'entreprise why! open computing, qui distribue des ordinateurs durables (grâce, notamment, à des guides de réparation illustrés) fonctionnant exclusivement avec des logiciels libres. Depuis l'obligation faite en France à partir du 1er janvier 2021 de faire apparaître l'indice de réparabilité, les ordinateurs portables why! figurent dans le top 10 des appareils les plus réparables. En 2023, la société why! est présente dans un reportage d'Arte consacré à la gestion et au recyclage des déchets électroniques.

### Autres activités et mandats
Il est, de 2013 à 2020, membre du conseil de fondation du Musée Bolo, depuis 2013 du conseil de fondation du Centre écologique Albert Schweizer et du comité de l'association EcoParc.
Depuis 2014, François Marthaler est membre bénévole du comité de CH Open, association qui s'engage depuis 1982 pour la promotion des logiciels open source.

### Parcours politique
C'est Luc Recordon qui l'amène en politique. Élu en 1998 au Grand Conseil vaudois, il est également de 2001 à 2003 conseiller communal (législatif) à Prilly.
En 2003, il est élu conseiller d'État vaudois, après la démission du Vert Philippe Biéler. Deuxième Vert de l'histoire à siéger au gouvernement vaudois, il prend la tête du Département des infrastructures. Il est réélu au deuxième tour en 2007.
Après avoir présidé, depuis 2005, la Conférence des directeurs des transports de Suisse occidentale, il est élu, en 2009, à la présidence de la Conférence suisse des transports publics,. Il a aussi été, de 2006 à 2012, président de l'association Simap qui exploite la plate-forme nationale de publication des appels d'offres pour les marchés publics de la Confédération, des cantons et des communes suisses. Promoteur convaincu des logiciels libres et de la mutualisation des solutions informatiques entre collectivités publiques[réf. souhaitée], il est lauréat du Swiss OSS Award 2009[réf. nécessaire].
Il annonce en octobre 2011 ne pas se représenter pour un troisième mandat et quitter la politique le 30 juin 2012. La mise en service, le 29 juin 2012[réf. souhaitée], d'une nouvelle gare ferroviaire à Prilly-Malley, au cœur de la friche industrielle de Malley, constitue l'une de ses principales réalisations. Au cours de ses deux mandats, il mène également avec succès une réorganisation des services informatiques du canton et du service des routes.

### Positionnement politique
Il se déclare un Vert de gauche et proche de Pierre-Yves Maillard.